# Casa natal de Alejandro VI

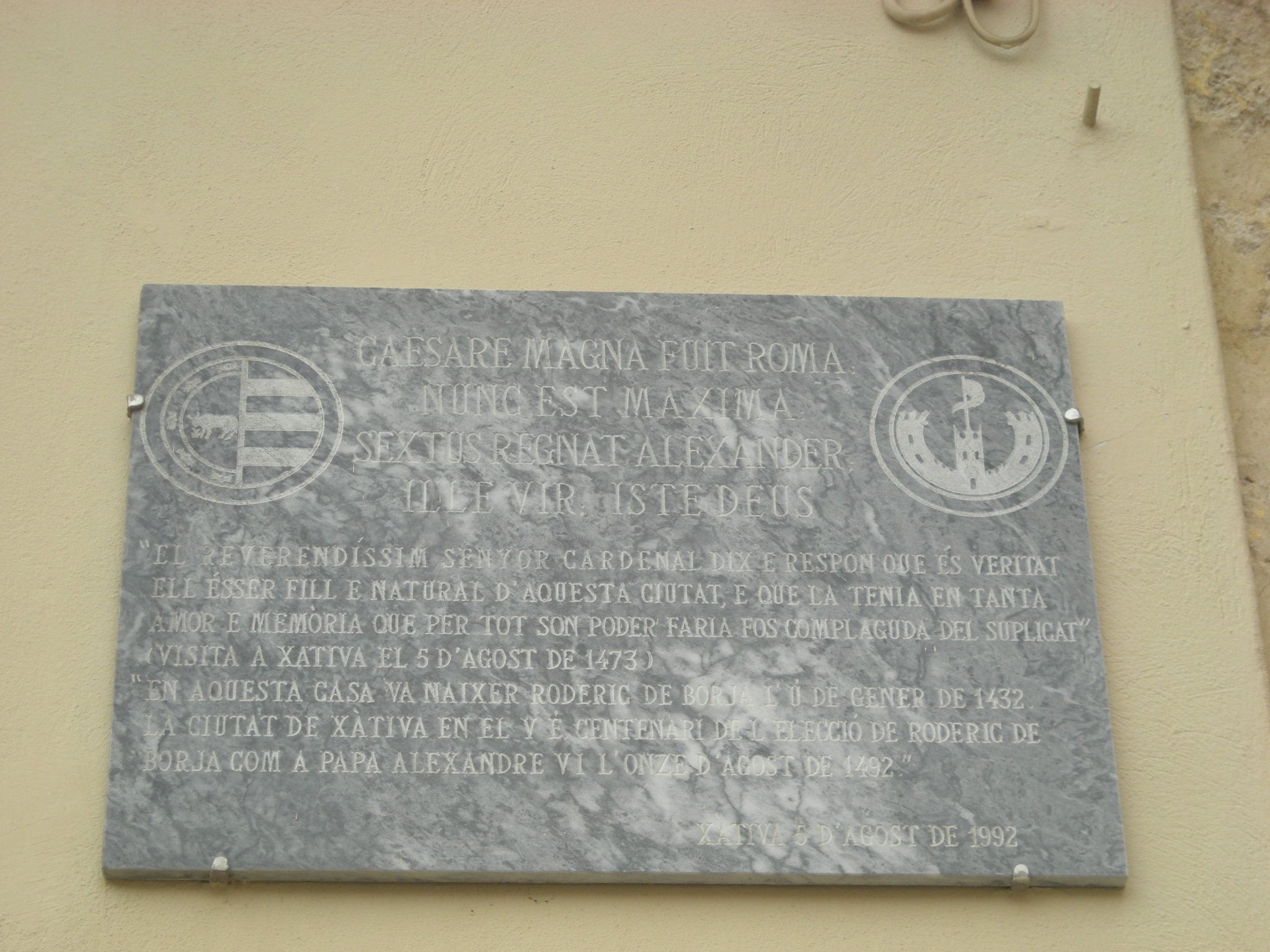
Placa en la casa natal de Alejandro VI, en Játiva (Valencia)

La Casa natal de Alejandro VI está situada en Játiva (Valencia) España. Se trata de una casa urbana, en donde nació y residió en el Reino de Valencia el papa Alejandro VI. Según narra la tradición, en el número 5 de la antigua plaza de Aldomar se encontraba la casa natal de Rodrigo de Borja, actualmente Plaza de Alejandro VI.
De la casa original donde nació el papa Alejandro VI, tan sólo se conserva la puerta de amplio dovelaje.